# Суконні ряди (Краків)
Пам'ятник культури Малопольського воєводства: реєстраційний номер А-10 від 12 березня 1931 року.
Суконні ряди або Сукенніце (пол. Sukiennice) — будівля, що знаходиться в центрі Площі Ринок у Кракові, побудована як торговельні ряди колишньої столиці Польщі. Пам'ятка культури Малопольського воєводства, охороняється державою.

## Історія
У 1257 році король Болеслав V Сором'язливий, надаючи місту Магдебурзьке право, побудував з каменю посередині ринкової площі подвійний ряд суконних торгових закладів.
В середині XIV століття король Казимир III Великий побудував нову будівлю суконних рядів довжиною 108 м і шириною 10 м. З обох сторін були прибудовані торговельні крамнички шириною 7,5 м, перекриті арковими склепіннями, доступні з внутрішніх рядів через арки.
Ця будівля, побудована в готичному стилі, була знищена в 1555 році внаслідок пожежі.
Відновлюючи будівлю, майстер Панкратій перекрив великий зал суконних рядів арочним склепінням. Зовнішні стіни художньо оформили у вигляді декоративного аттика з маскаронами. Тоді ж з'явилися лоджії з колонами (проектант — Джованні Марія Падовано). У 1601 році зроблено поперечний перехід через добудовані ризаліти.
У 1875—1879 роках Суконні ряди були перебудовані за проектом архітектора Томаша Прилінського. Навколо будівлі були прибудовані стрілчасті неоготичні арки. Капітелі колон аркад зроблені за проектами Яна Матейка.
12 березня 1931 року Сукняні ряди були внесені до реєстру пам'яток Малопольського воєводства.
У нижньому залі уздовж стін були побудовані дерев'яні торговельні крамнички.
Нині на верхньому поверсі розташовується «Галерея польського мистецтва XIX століття», яка є філією Національного музею Кракова.

## Галерея

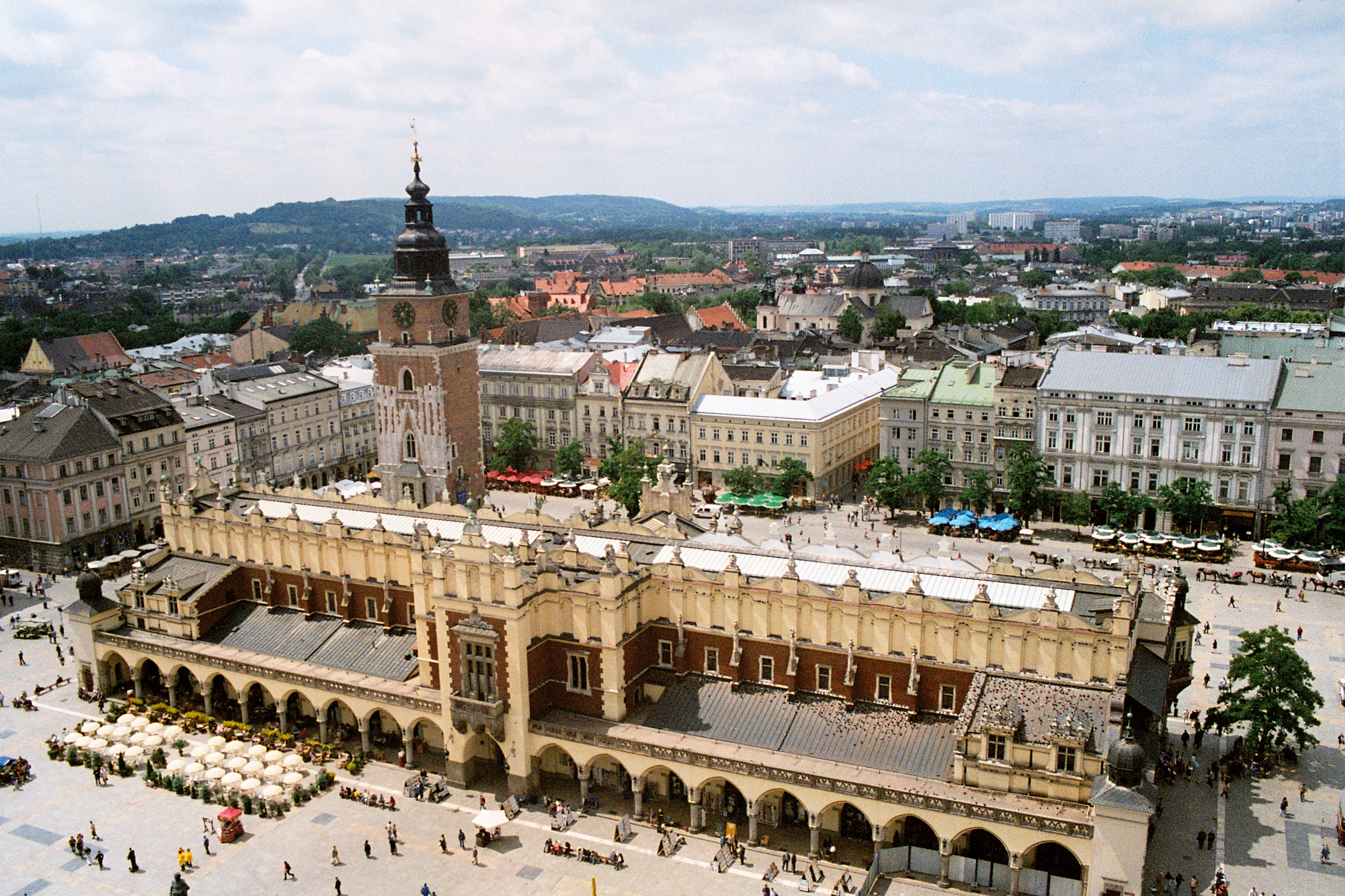
Суконні ряди – вид з башти Костелу Діви Марії
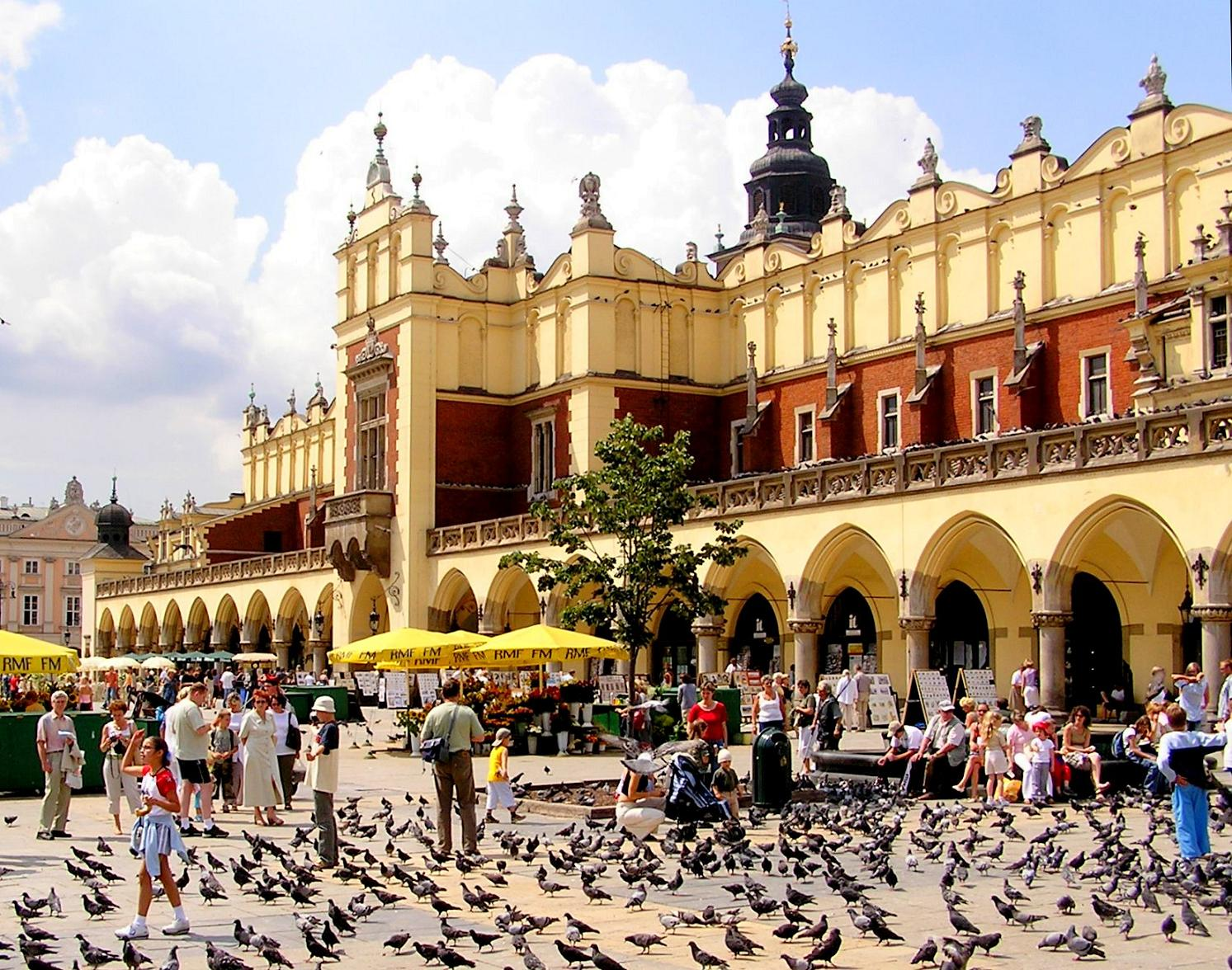
Суконні ряди – вид із заходу
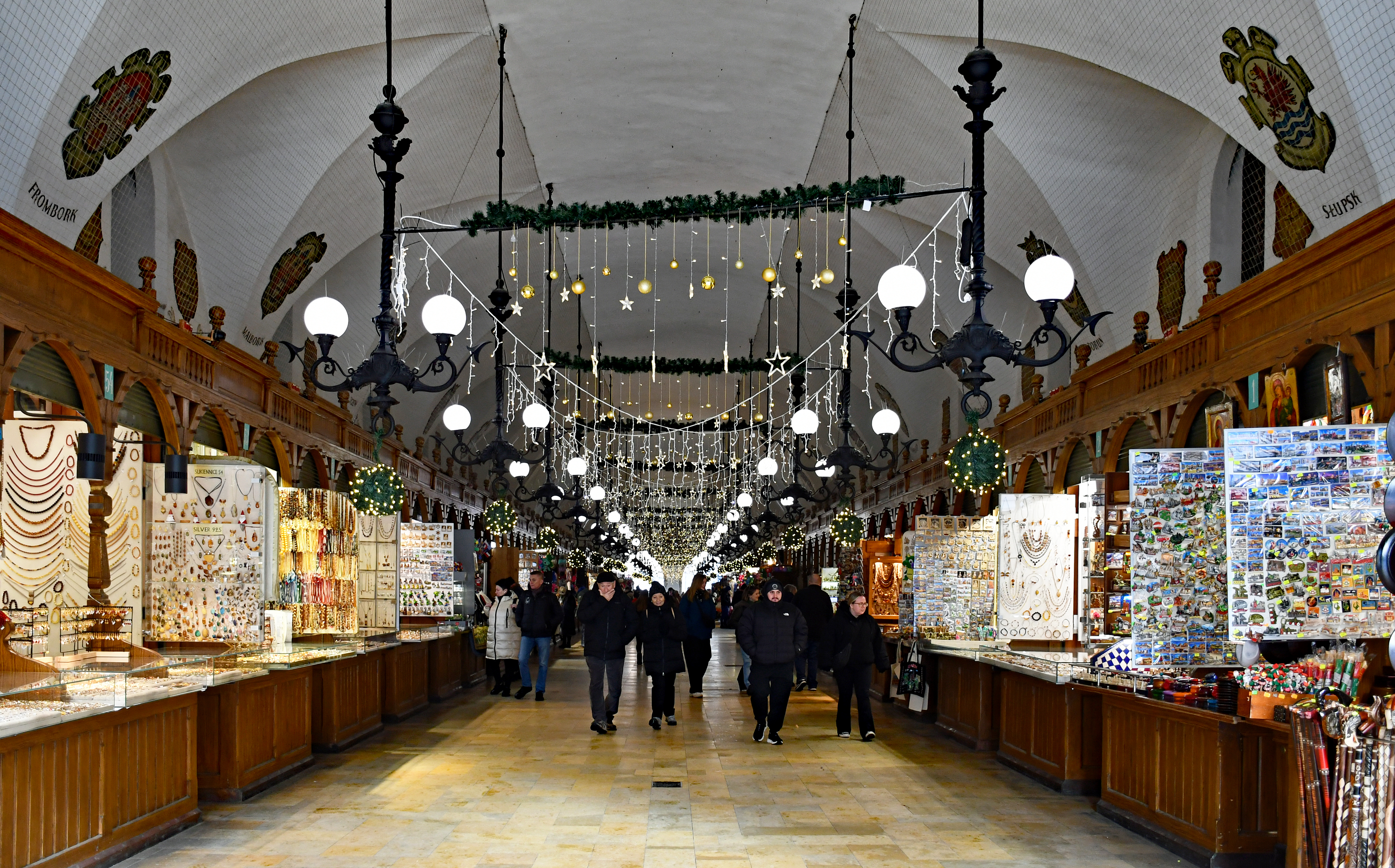
Суконні ряди – вид всередині
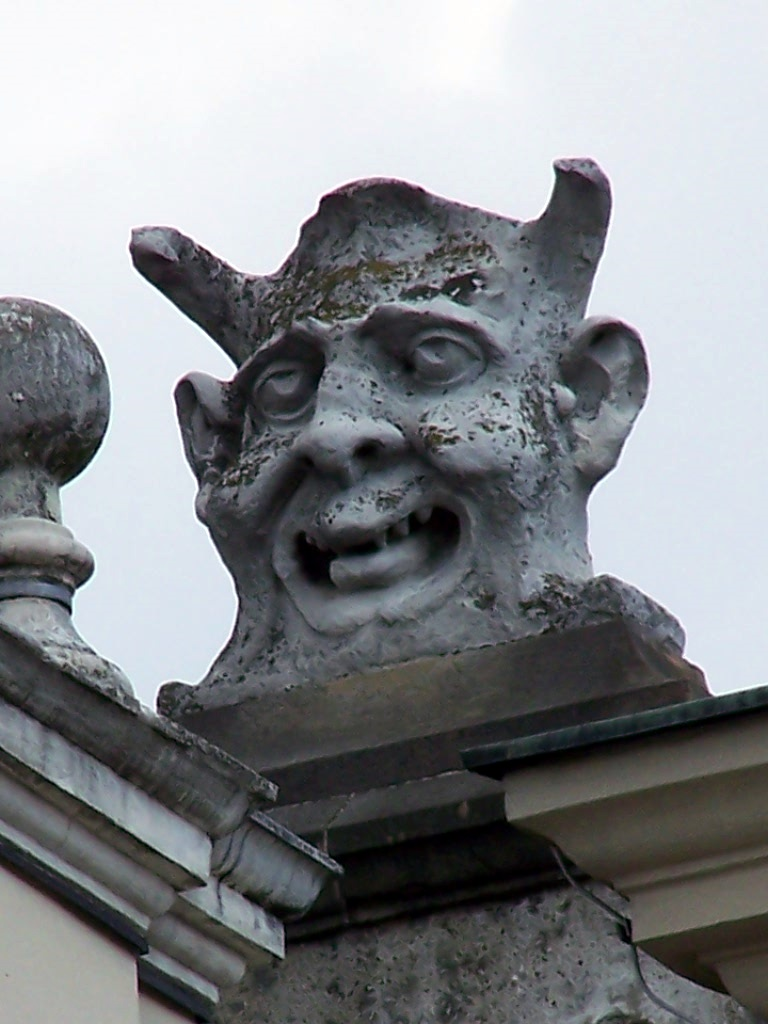
Один із маскаронів
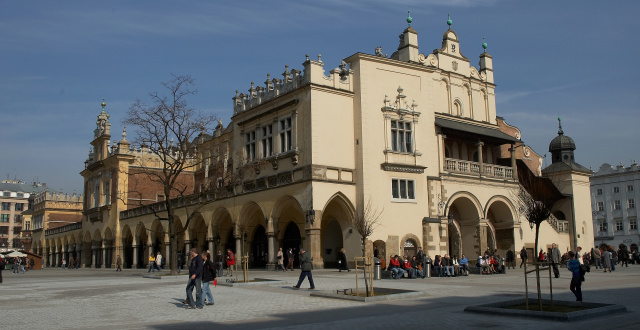
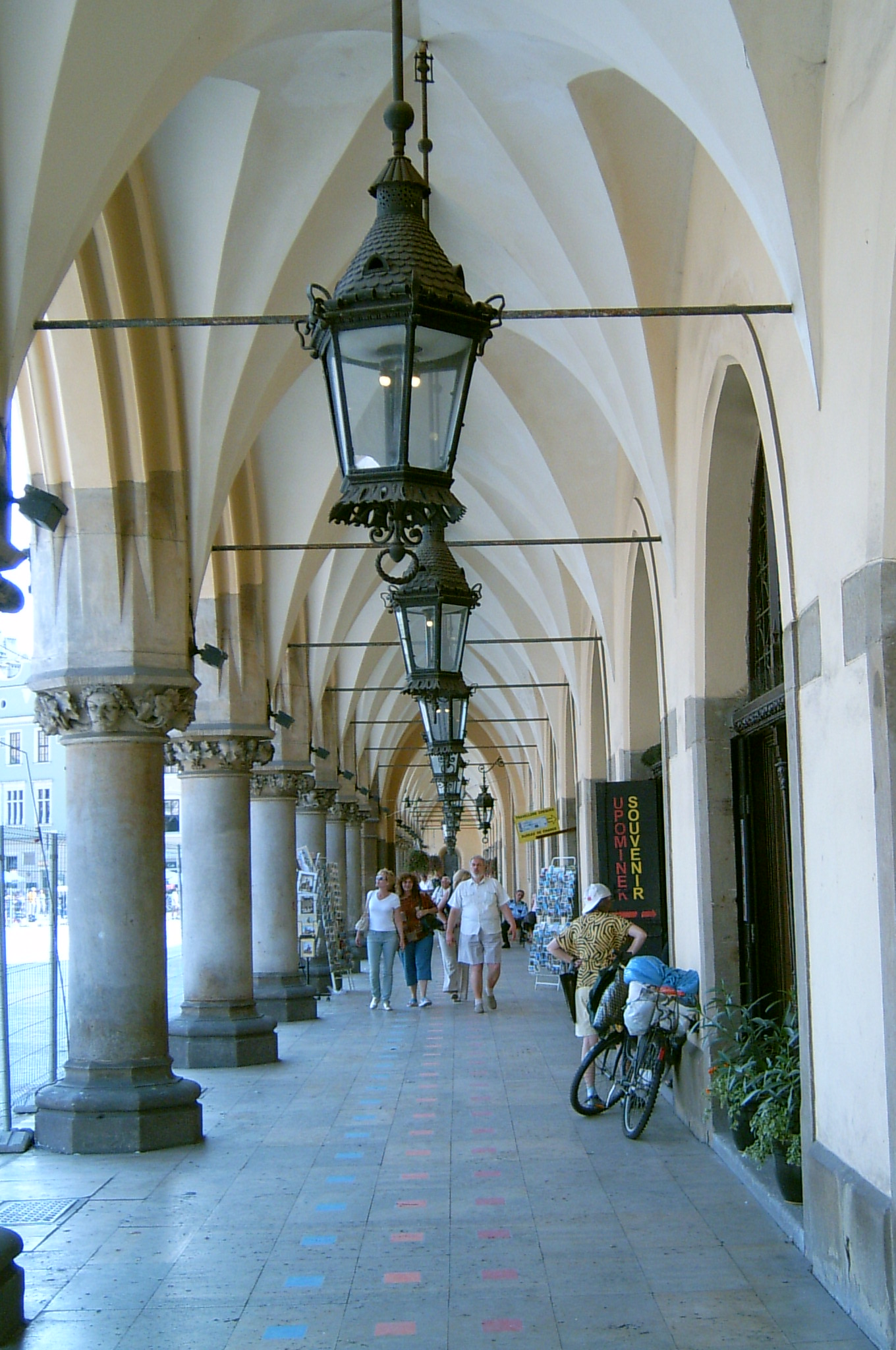
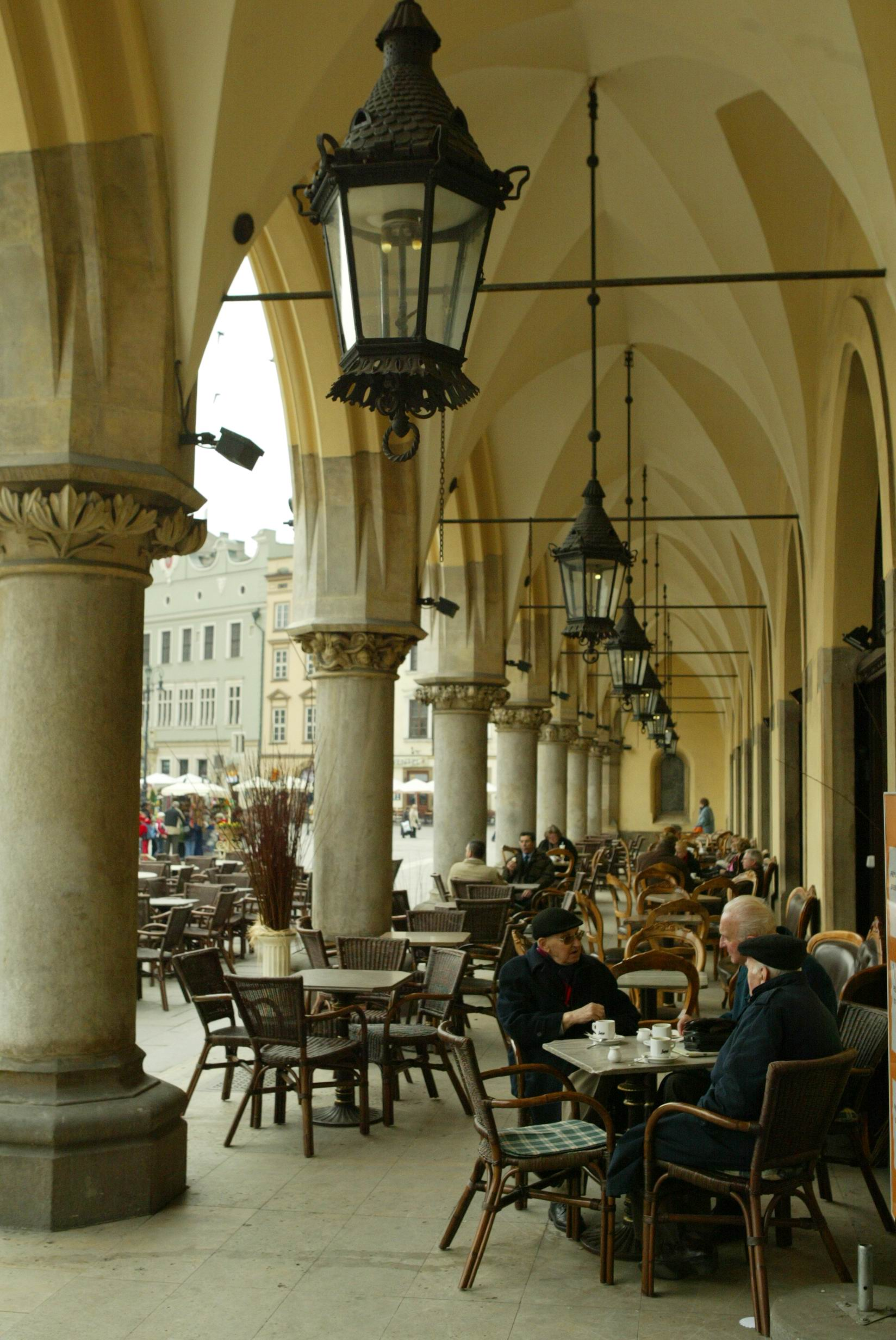
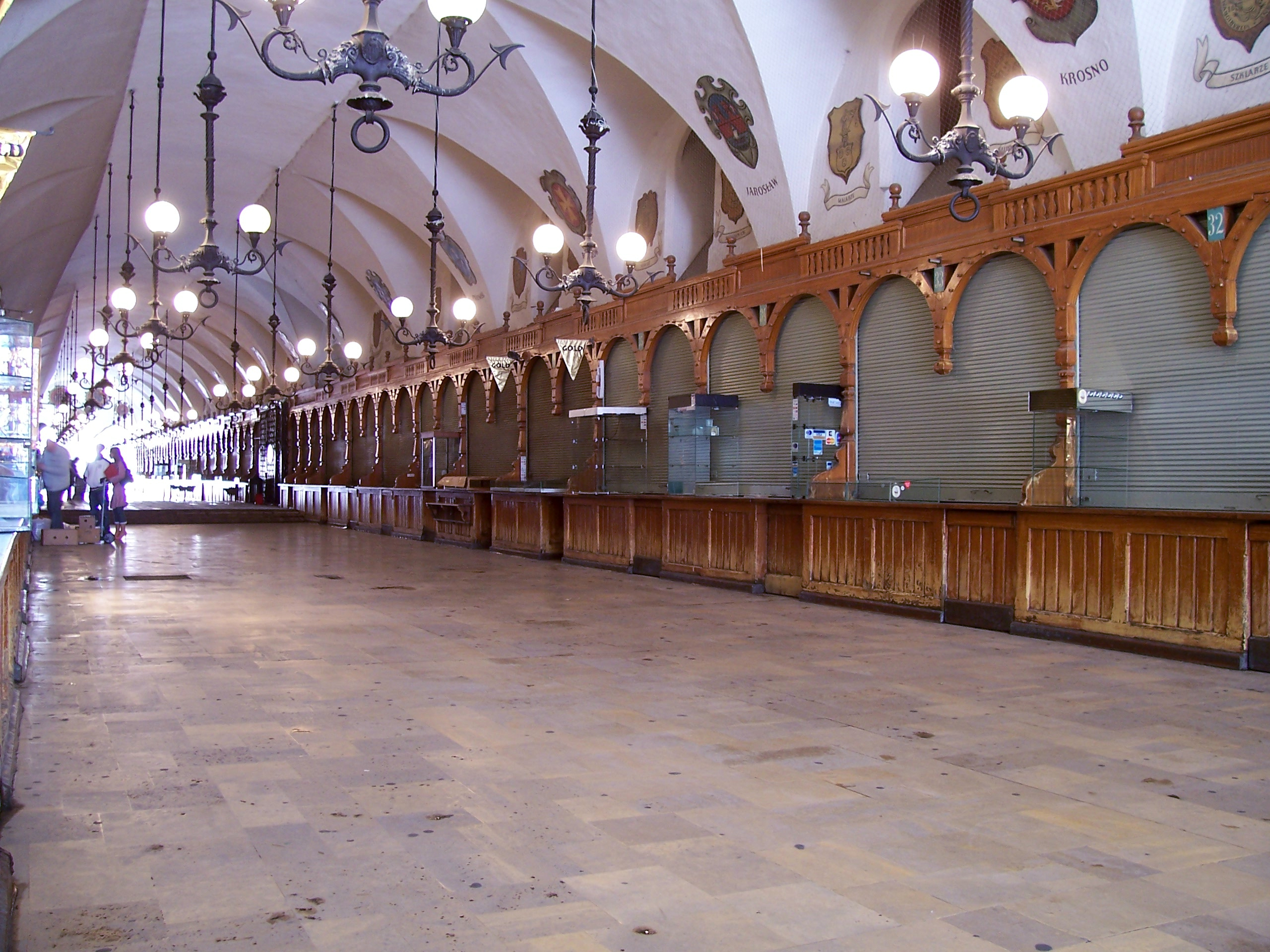